# 顔のない殺人鬼
『顔のない殺人鬼』（かおのないさつじんき、イタリア語: La vergine di Norimberga）は、1963年に公開されたアントニオ・マルゲリーティ監督のイタリアのホラー映画。

## あらすじ
ドイツの名門貴族マックスはアメリカ人女性メアリーと結婚し、帰国する。
その夜、メアリーは彼の城にある考古館で目をつぶされた女性の遺体を見つける。その後、彼女は考古館の管理人・エリックを紹介される。
やがて、メアリーは、夫がエリックとともに女性の遺体を運んだり、死刑執行人の衣装を着た男が鼠に人間の女を食わせるなど凄惨な様子を目撃する。
メアリーは夫にこれらのことを問いただしていた矢先、女中が殺されたという報告が入り、全員で城から脱出しようとするが、閉じ込められてしまう。そこへ殺人鬼が現れ、覆面を見た彼女はのっぺらぼうのような風貌に驚きをみせる。
一方、エリックは潜入捜査に来ていたFBI捜査官に助けられる。嘗てマックスの父はヒトラー暗殺計画の首謀者として人体解剖の実験台にされたことで正気を失っており、戦後も死刑執行人の服装をして凄惨な行動をとってきたこと、そして、エリックとマックスがかくまってきたことが明かされる。
メアリーとマックスは捜査官らに助けられたものの、マックスの父は逃走する目的で放火し、助けに来たエリックとともに死ぬ。

## キャスト
※括弧内は日本語吹替（1970年7月18日、東京12チャンネル『土曜名画座』）
- ロッサナ・ポデスタ（山東昭子）
- ジョルジュ・リヴィエール
- クリストファー・リー（小林清志）

## 脚本および原作

### 脚本について
脚本は監督のアントニオ・マルゲリーティがアンソニー・ドーソン名義でクレジットされている他、フランスの映画監督エドモン・T・グレヴィルと、正体不明のガスタッド・グリーン（エルネスト・ガスタルディ説とレナート・ヴィカリオ＝マルコ・ヴィカリオ説とがある）の3人が表記されている。実質的にはアントニオ・マルゲリーティが脚本のほとんどを執筆したとされる。
原作者のフランク・ボガートはイタリアの女流作家マッダレーナ・グイ（Maddalena Gui）の変名である。マルゲリーティは原作のプロットの要素を変更し、戦争と外科手術のサブプロットを挿入した。映画では、女性の神経を切断してから体の骨をほぼすべて引き抜く部分など、小説の過激な描写が削除されている。
多くの資料によると、エルネスト・ガスタルディがガスタッド・グリーン名義で脚本に参加したとされているが、ガスタルディ自身は映画の脚本への貢献を否定し、マルゲリーティとプロットの要素について話し合った可能性はあるものの、実際の脚本は書いた覚えがないと述べている。一方でマルゲリーティは、ガスタルディが脚本を執筆したと主張した上で、ガスタルディが書いた脚本は内容が乏しいために書き直したと証言している。映画の制作に関する公式文書では、マルコ・ヴィカリオの本名レナート・ヴィカリオを共同脚本家として記載しているとの証言もある。

### 原作および原作者について
映画のストーリーはイタリアの女流作家マッダレーナ・グイがフランク・ボガート名義で発表したペーパーバック小説″La vergine di Norimberga″に基づいている。これは、イタリアのペーパーバック怪奇小説叢書「KKK, i classici dell'orrore」（KKKホラー・クラシックス）の第23巻である。
グイはこのほかにボガート名義で″Mahoa: l'isola della paura″（恐怖の島マホア）や、モード・ガイ名義で″La notte delle streghe″（魔女たちの夜）など20冊以上の怪奇小説を発表している。

### 原作の出版社および叢書について
映画『顔のない殺人鬼』のプロデューサーであるマルコ・ヴィカリオ（Marco Vicario）は、KKKホラー・クラシックス叢書を出版していた版元の共同経営者であった。また、当時このシリーズの編集部にはダリオ・アルジェントが在籍していた。
KKKホラー・クラシックス叢書は、フランスで人気のあったフルーヴ・ノワール社のアンゴワス叢書（Angoisse）に触発され、マルコ・ヴィカリオのプロデュース及びレオニア・チェッリの編集により、1959年から刊行を開始。イギリスの怪奇小説の翻訳という体裁を取りながら、グイの他にレオニア・チェッリ、マリア・ルイーザ・ピアッツァ、レナート・カロッチ、ラウラ・トスカーノなどのイタリア人作家による書き下ろしの小説を刊行していた。
出版社は初期のKKK Edizioni社、中期のGrandi Edizioni Internazionali社、後期のEdizioni Periodici Italiani社と変遷を遂げ、1970年代には一部の作品がNA社の「I suspense diabolici」叢書で復刊された。シリーズ創刊当初はハマー・フィルム・プロダクションの影響を受け、吸血鬼や悪魔を扱った古典的な怪奇小説が主流だったが、1960年代半ばからサイコ・スリラーも多くなる。特に後期の代表作と呼ばれる、ラウラ・トスカーノ作″Sul filo del rasoio″（1971年刊行）は、ダリオ・アルジェント監督の『歓びの毒牙』（1969）の影響を受けたサイコ・スラッシャー小説の佳作となっている。

## スタッフ及びキャストの補足
殺人鬼と化したハンター将軍役を演じたのは、ユーゴスラヴィア出身の俳優ミルコ・ヴァレンティン（Mirko Valentin、1928 - 2015）であった。映画俳優としての活動期間は10年に満たないが、1960年代のイタリア映画に多数出演しており、『顔のない殺人鬼』と同年のイタリア映画『生きた屍の城』（1963）でもクリストファー・リーと共演している。
特殊効果はアントニオ・マルゲリーティ監督自身が手がけた。メイクアップを担当したフランコ・ディ・ジローラモ（Franco di Girolamo）は、後にルチオ・フルチ監督の『マッキラー』（1972）、『恐怖!黒猫』（1981）、『サンゲリア2』（1988）や、ウンベルト・レンツィ監督『ナイトメア・シティ』（1980）の特殊メイクを手がけている。
助監督はベルトラン・ブリエとルッジェロ・デオダートがつとめた。